# Anthoxanthum
Anthoxanthum es un género de plantas de la familia de las poáceas. Tienen una distribución cosmopolita. A. odoratum puede encontrarse en el norte de Europa; en particular en terrenos ácidos como ocurre en Portlethen Moss Reserva natural en Escocia.
El género Hierochloe ha sido incluido en Anthoxanthum recientemente por algunos autores.

## Descripción
Son plantas anuales, rara vez bienales. Hojas con limbo plano. Inflorescencia en panícula densa. Pedúnculos de las espiguillas delgados, ligeramente pelosos o escábridos. Espiguillas comprimidas lateralmente, trifloras, con 1 flor superior fértil sin periantio y 2 flores inferiores reducidas a una lema estéril aristada. Glumas 2, marcadamente desiguales. Lemas estériles más largas que la flor fértil, con parte inferior escariosa y parte superior membranosa; la inferior con arista recta inserta por encima de la parte media; la superior con arista más o menos marcadamente geniculada, inserta por debajo de la parte media. Lema de la flor fértil de dorso redondeado, trinervada, mútica, rara vez cortamente aristada. Pálea de la flor fértil membranosa, uninervada. Androceo con 2 estambres.

## Taxonomía
El género fue descrito por Carlos Linneo y publicado en Species Plantarum 1: 28. 1753. La especie tipo es: Anthoxanthum odoratum
Etimología
Anthoxanthum: nombre genérico que deriva del griego: anthos = (flor) y xanthos = (amarillo), refiriéndose al color de la panícula después de la floración.

## Especies
- Anthoxanthum aethiopicum
- Anthoxanthum amarum
- Anthoxanthum alpinum
- Anthoxanthum aristatum
- Anthoxanthum borii
- Anthoxanthum dregeanum
- Anthoxanthum ecklonii
- Anthoxanthum gracila
- Anthoxanthum hookeri
- Anthoxanthum horsfieldii
- Anthoxanthum japonicum
- Anthoxanthum madagascariense
- Anthoxanthum nivale
- Anthoxanthum odoratum
- Anthoxanthum ovatum
- Anthoxanthum pallidum
- Anthoxanthum sikkimense
- Anthoxanthum tongo[6]